# Botond vitéz
Botond vitéz (10. század) a kalandozások korának egyik legendás alakja.

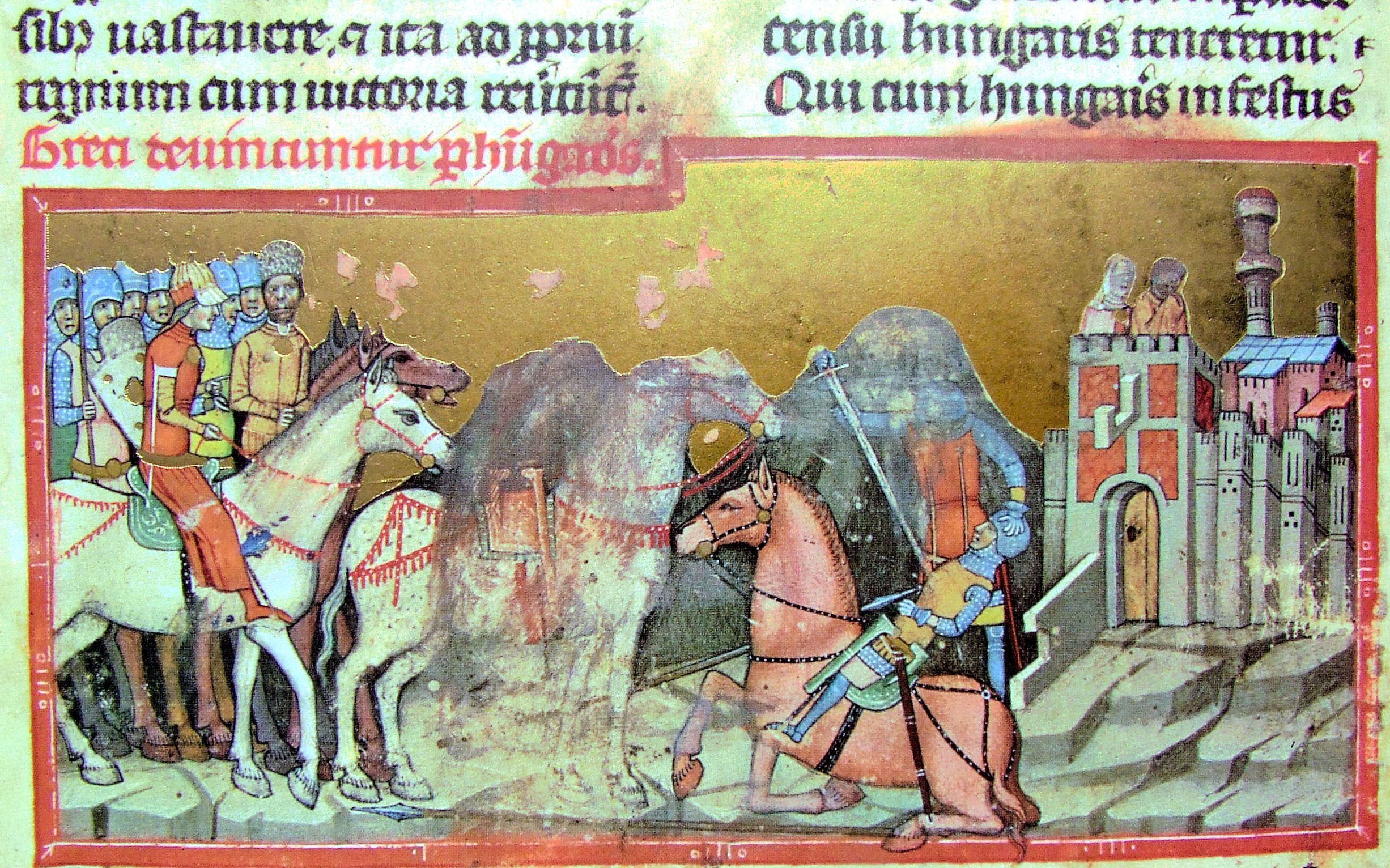
A Botond-monda ábrázolása a Képes krónikában (1358). Botond (alakja elmosódott) párviadalt vív egy görög harcossal Konstantinápoly falai előtt. A magyar katonák egy csoportját fehér lovon Apor vezér vezeti. A betört városkapu felett a görög császárt és feleségét ábrázolta a miniátor

## Legendák
907(?)-ben a nemzet őt, Lehelt és Bulcsút választotta az ifjú Zsolt vezér gyámjává. Ők hárman háromnapi küzdelemben teljes győzelmet arattak az országba rontott németek hadain. Ugyanez a három vezér szerepel a 945. évi német hadjáratban is. Hagyomány szerint Botond a Majna vidékén zsákmányolt, mikor meghallotta másik két társának az augsburgi csatában szenvedett vereségét (955. augusztus 10.) Ekkor a győztesekre rontott, elvette zsákmányuk nagyobb részét, német foglyait pedig levágatta.
A krónikák szerint a Bizánc kapui elé vonuló magyarok elé kiállt egy hatalmas termetű görög, s kijelentette, hogy ha őt két magyar legyőzi, a császár adót fog fizetni a magyaroknak. A görög vitéz ellen a kis termetű Botond állt ki, aki előbb Apor vezér utasítására bárdjával bevágta Bizánc érckapuját, akkora rést vágva rajta, melyen egy gyermek ki- és bejárhatott, majd egyórás küzdelem után megölte ellenfelét. A császár feleségével a falról nézte a viadalt, szégyenkezve távozott, de az adófizetést megtagadta, mire a magyarok pusztítani kezdték országát és sok zsákmányt ejtettek.
Néphagyomány szerint Magyarországon halt meg, és a ma Pest vármegyéhez tartozó Verőcén temették el, ott, ahol most a Migazzi-kastély áll.

## Ami igazolható
A legendából történelmileg igazolható Apor hadvezér személye, valamint az, hogy 958-ban a magyarok fölvonultak Bizánc ellen, hogy megkapják az évi adót, és sikerült is zsákmányt szerezniük és foglyokat ejteniük. Bár a bizánciak egy éjjel meglepték őket, és a magyar sereg csak a foglyok és a zsákmány hátrahagyásával tudott visszábbvonulni, de a hadjárat ezzel még nem fejeződött be, hanem végül a görög félsziget egésze ellen győzedelmesen ért véget. Mivel a Botond-legenda Anonymusnál megtalálható, föltehető, hogy a 13. század elején népi énekmondók még énekelték.
A 955-ben csatázó, tehát ereje teljében levő Bulcsú és Lél 907-ben valószínűleg még meg sem született, hasonlóképpen a 959-ben a monda szerint az érckaput besújtó Botond, így 907-ben nem választhatták őket Zolta vezér gyámjává.
A magyar hagyomány a személynévvé vált Kölpény nevet a 958-as hadjárat hőséhez, Botondhoz kötötte, a monda szerint ő volt Botond apja. Valószínűbb azonban, hogy etnikai megjelölésről van szó, azaz Botond maga is kölpény származású lehetett, erre utal nevének jelentése: „buzogányos”. Azaz a hadjáratban kölpény buzogányosok is részt vettek.[forrás?]
Botond leszármazottai, a Botond-nemzetség a Dráva és Száva közötti területeken birtokoltak a 13. század közepén.